# Голявино (Нижньогородська область)
Голявино (рос. Голявино) — присілок в Вачському районі Нижньогородської області Російської Федерації.
Населення становить 3 особи. Входить до складу муніципального утворення Новосельська сільрада.

## Історія
Від 2009 року входить до складу муніципального утворення Новосельська сільрада.

## Населення
| 1859 | 1905 | 1926 | 1999 | 2002 | 2010 |
| ---- | ---- | ---- | ---- | ---- | ---- |
| 113  | ↗138 | ↘126 | ↘8   | ↗13  | ↘3   |